# East Haakon (Dakota del Sur)
East Haakon es un territorio no organizado ubicado en el condado de Haakon en el estado estadounidense de Dakota del Sur. En el Censo de 2010 tenía una población de 446 habitantes y una densidad poblacional de 0,16 personas por km².

## Geografía
East Haakon se encuentra ubicado en las coordenadas 44°19′21″N 101°19′43″O / 44.32250, -101.32861. Según la Oficina del Censo de los Estados Unidos, East Haakon tiene una superficie total de 2868.93 km², de la cual 2841.92 km² corresponden a tierra firme y (0.94 %) 27.01 km² es agua.

## Demografía
Según el censo de 2010, había 446 personas residiendo en East Haakon. La densidad de población era de 0.16 hab./km². De los 446 habitantes, East Haakon estaba compuesto por el 94.84 % blancos, el 0.22 % eran afroamericanos, el 0.45 % eran amerindios, el 0.22 % eran asiáticos, el 0 % eran isleños del Pacífico, el 0.22 % eran de otras razas y el 4.04 % pertenecían a dos o más razas. Del total de la población el 1.12 % eran hispanos o latinos de cualquier raza.